# Битка код Каполне
Битка код Каполне била је део Мађарске револуције 1848.

## Увод
У зимској офанзиви против мађарских револуционара, Виндишгрец је 15. децембра 1848. заузео Братиславу коју су Мађари напустили без борбе, а затим је 30. децембра потукао мађарску Дунавску армију у бици код Мора. Мађарска војска је одступила према Будиму, који је напустила без борбе, док се мађарска влада преселила у Дебрецин. Будим је заузет без борбе 5. јануара 1949. У наставку операција у јануару, Дунавска армија је кренула на север и ослободила Кошице, Аустријанци су избили до Токаја и одбацили Мађаре преко Тисе, али су се нагло повукли због напредовања Дунавске армије из Словачке.

## Битка
Мађарски врховни заповедник, генерал Дембињски, окупио је средином фебруара 1849. главнину мађарске војске (око 36.000 људи) код Мишколца. Сазнавши за покрет аустријске војске фелдмаршала Виндишгреца, Дембињски је одлучио да их заустави на обали реке Тарне, али је изабрани положај био сувише далеко од мађарске војске и до 26. фебруара 1849. на њега су пристигле само 4 мађарске дивизије (око 17.000 људи). Аустријска војска је лако потиснула пристигле мађарске дивизије 26. фебруара, и сутрадан одбила слабо организовани противнапад остатка мађарске војске које се тек прикупљала. Аустријски губици износили су око 350 избачених из строја, а мађарски око 1.200.

## Последице
Генерал Дембињски је смењен, и мађарска војска под командом генерала Гергеја прешла је у напад, потукавши Аустријанце код 6. априла код Ишасега и 10. априла код Ваца. Виндишгрец је смењен и нови аустријски заповедник, генерал Франц Велден, повукао је главнину војске према Бечу, оставивши у Будиму генерала Хајнриха Хенција са 4 батаљона и једним ескадроном коњице. Гергеј је 4. маја опсео Будим и заузео га 21. маја 1849.